# Graus
Graus est une commune espagnole d'Aragon, située dans la province de Huesca et capitale administrative de la comarque de la Ribagorce.

## Géographie
Graus est située au sud de la Ribagorce, au confluent des rivières Ésera et Isábena. Son territoire communal englobe les villages d'Abenozas, Aguilar, Aguinaliu, Bellestar, Benavente de Aragón, Castarlenas, Centenera, Ejep, El Soler, Güel, Juseu, La Puebla de Fantova (es), Las Ventas de Santa Lucía, Panillo (es), Pano (es), La Puebla del Mon, Pueyo de Marguillén, Torre de Obato, Torre de Ésera, Torrelabad et Torres del Obispo, ainsi que les hameaux inhabités Bafaluy, Cancer, Fantova, Grustán (es), Portaespana (es) et Torruella de Aragón.

## Histoire
Comme l'attestent les restes découverts sur le site archéologique de « Las Forcas », les premiers signes de peuplement de Graus remontent à la période paléolithique. Ces restes sont aujourd’hui conservés dans le musée archéologique de la province de Huesca (es).
Il ne reste plus aucun vestige de l’époque romaine.
L'occupation arabo-musulmane est rappelée par les restes d'une tour de guet situés près du piton rocheux du « Morral ».
Pendant la Reconquista, le roi aragonais Ramire Ier meurt en 1063 au cours du siège de la bourgade.  
Cette dernière n'est finalement prise que vingt ans plus tard, à l'issue de la bataille de Graus, par son propre fils, Sanche Ramirez. Après cette bataille, Graus est cédé au monastère de Saint-Victorien d'Asan, ce qui ouvre pour la bourgade une période prospère de reconstruction et de repeuplement, grâce aux multiples privilèges que lui procure le monastère.  
On doit ensuite à Pierre II d'Aragon d'avoir amené à Graus la fête de saint Michel (San Miguel), fête qui était précédemment célébrée à San Pedro de Tabernas. En 1223, Pierre II accorde également à la bourgade le titre de « très noble et très ancienne », distinction dont elle continue à s'honorer.
Un événement décisif pour la construction de la tradition locale se produit en l’an 1415. Cette année-là, en effet, un prêtre de l'Ordre dominicain, Vincent Ferrier, fait étape à Graus. Il répond à l’invitation de Berenguer de Bardají (es). Trois années auparavant, les deux hommes ont fait partie des neuf compromissaires qui ont élaboré le compromis de Caspe, accord ayant trouvé une solution au délicat problème posé par la succession à la couronne d’Aragon. Le prêche public que Vincent Ferrier réalise à Graus suscite une large audience. En signe de reconnaissance envers les Grausinos, Vincent Ferrier décide d'offrir à la bourgade un crucifix, qui est toujours conservé et honoré en l'église paroissiale du village. Mort en 1419, Vincent Ferrier est canonisé en 1455. C'est ainsi que les fêtes patronales, qui célèbrent le Christ Saint, célèbrent aussi saint Vincent Ferrier, en commémoration de son insigne visite, et de son remarquable présent. Un autre prêtre dominicain accompagne Ferrier lors de sa visite. Il s’agit de Pedro Cerdán (es), à qui Vincent Ferrier aurait précédemment fait recouvrer l’usage de la parole et de l’ouïe. Pedro Cerdán tombe cependant malade dès son arrivée à Graus. Il y meurt en 1422 et est enterré dans la basilique de la Virgen de Peña.
La première extension de la bourgade intervient au cours du XVIe siècle. Sont alors construits des manoirs tels que ceux de Fantón, Solano, Oliván, ainsi que la mansion de la famille des Mur. On crée aussi la place principale du village (Plaza Mayor), ainsi que la rue Fermín Mur y Mur, ce qui porte la limite de la bourgade jusqu'au niveau de la porte de Linés (Portal de Linés). Toujours au XVIe siècle, le comté devient le théâtre de la guerre de la Ribagorce. En 1588, le roi Philippe II établit la célébration chaque lundi d’une fête hebdomadaire. Cette fête perdure de nos jours sous la forme d’un marché. À ces événements festifs s’ajoutent la fête de Santa Lucía, accordée par Charles II en 1681, ainsi que la fête de mai (devenue aujourd’hui « Propirineo »).
Durant le XVIIe siècle, plusieurs guerres se succèdent contre la France. Graus devient alors, à la fois un point de passage et un fournisseur de nourriture pour les troupes militaires. Dans les années 1651 et 1652, la zone subit une épidémie de peste qui décime la population. On construit hors les murs le collège jésuite de la Compagnie de Jésus, dont il subsiste aujourd'hui l'église, et le couvent de saint Dominique.
Durant la guerre de succession du début du XVIIIe siècle, la population soutient le candidat autrichien, tout comme la majeure partie des composantes de la couronne d’Aragon. Les troupes des Bourbons occupent Graus, y détruisant un pont, et transforment la bourgade en base arrière pour les opérations militaires.
Au cours du XIXe siècle, Graus est envahie par les troupes françaises pendant la guerre d’indépendance, puis lors des guerres carlistes, des affrontements entre libéraux et absolutistes. Gendre de Karl Marx et propagateur de ses idées, Paul Lafargue est arrêté à Graus en 1873, après avoir traversé les Pyrénées pour fuir la police française. À la fin du siècle, l’émigration vers la France est importante. C'est à cette époque que remonte la deuxième extension urbaine, avec notamment la création de la rue du Barranco.
Les hameaux de Grustán, Porta Espana, Torre de Obato et Puy de Cinca sont intégrés à la municipalité au XIXe siècle. Il en va de même pour Barasona et Benavente de Aragón dans les années 1920.
Lorsqu'éclate la Guerre civile, Graus se retrouve en zone républicaine, avec une prédominance du mouvement anarchiste.
Durant les années 1960, la bourgade pâtit, comme le reste du pays, d’un exode rural massif vers les grandes métropoles. Sont alors intégrés à la municipalité des lieux tels que Aguinalíu, Panillo, La Puebla de Fantova et Torruella de Aragón, puis Güel et Torres del Obispo pendant la décennie suivante.

## Population et société

### Démographie
Avec 3 334 habitants, Graus est en 2017 la plus peuplée des municipalités ribagorciennes.

### Langues
Si l'espagnol est la langue commune des habitants de Graus, certains d'entre eux s'expriment aussi en grausino (es), dialecte local dérivé de l'aragonais.

## Lieux et monuments

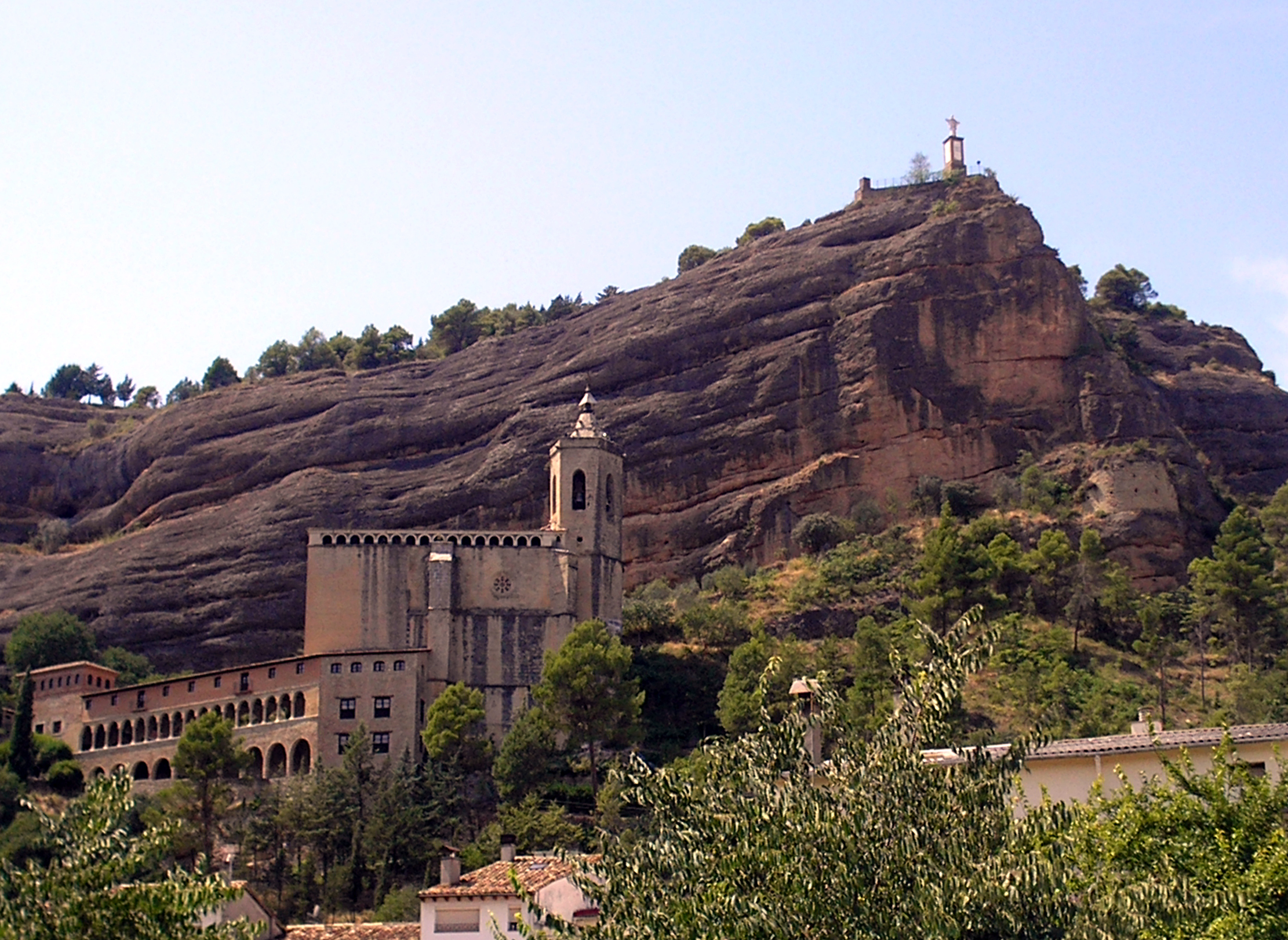
À gauche en contrebas, basilique de la "Virgen de la Peña". Coiffant le piton rocheux à droite, statue du "Corazón de Jesús"

La basilique de la Vierge du Rocher (es) (basílica de la Virgen de la Peña ) a été construite vers le milieu du XVIe siècle, en style gothique de type renaissant, à l’emplacement même de l’ancienne église romane de Sainte Marie (Santa María).
Rappelant la statue du Christ Rédempteur, qui domine Rio de Janeiro depuis le pic du Corcovado, celle du Cœur Sacré de Jésus (Sagrado Corazón de Jesús) domine la bourgade, du haut du piton rocheux qui surplombe la basilique, elle-même située un peu au-dessus du village.
Depuis la statue du Cœur Sacré de Jésus, on distingue au loin, posé sur un autre piton rocheux, un petit refuge aux murs blanc. Il s'agit de l'ermitage de Saint Pierre (San Pedro).
L’église paroissiale de Saint Michel (San Miguel) est construite postérieurement et se situe initialement hors les murs. On y conserve le crucifix que Saint Vicent Ferrier offrit au village en 1415.
Le couvent de Saint Dimanche (Santo Domingo) fut fondé au XVIIe siècle, de même que le collège de la Compagnie de Jésus, dont seule persiste l’église, aujourd’hui transformée en un centre événementiel baptisé « Espacio Pirineos".
Enfin, non loin de la bourgade, et à proximité immédiate de Panillo, s'élève le temple bouddhiste de Dag Shang Kagyu, érigé au XXe siècle.

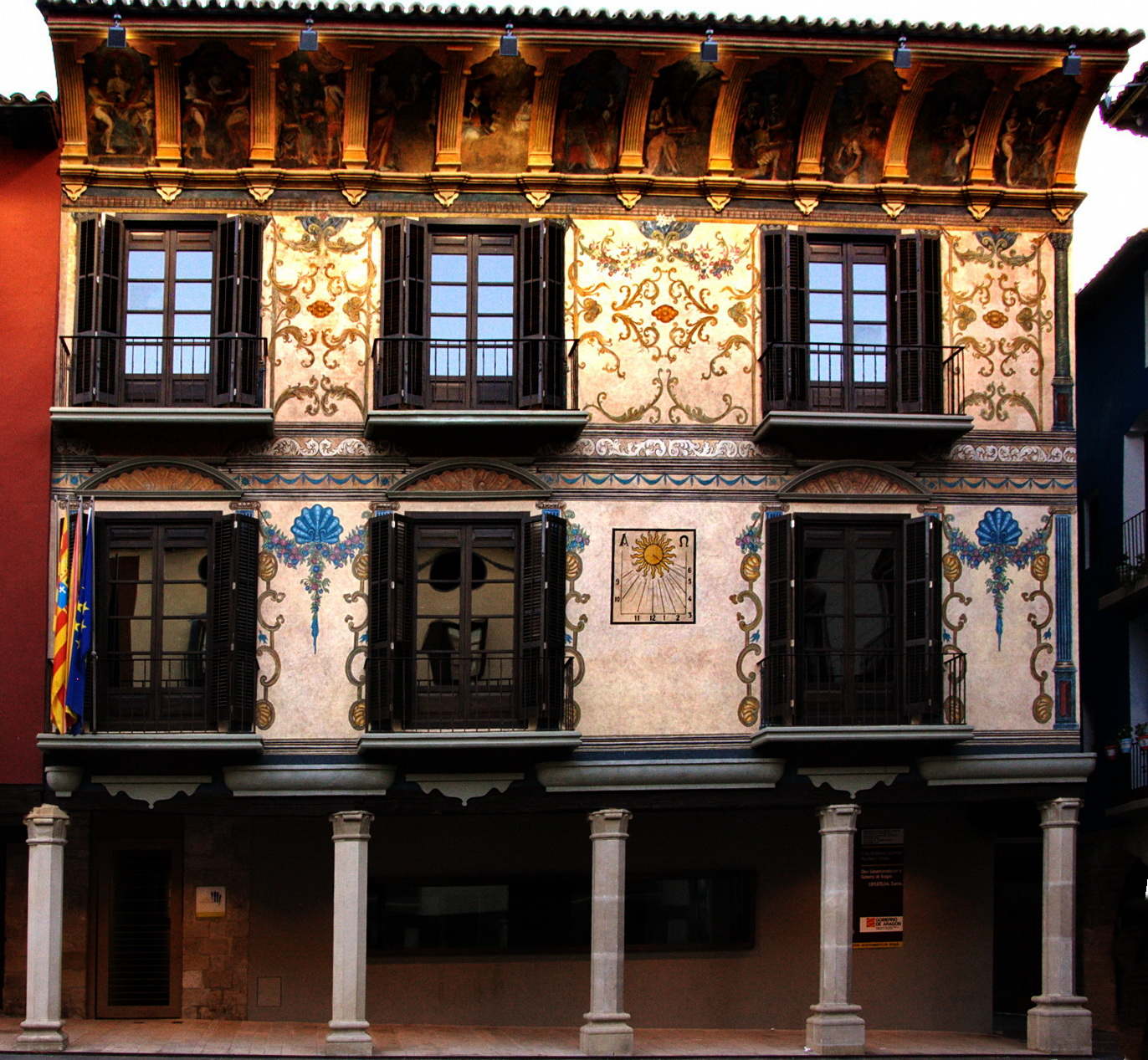
Fresque sur la façade d'une première maison de la « Plaza Mayor ».

Juste en aval du village, un premier pont enjambe la rivière Ésera. Il s'agit du « Puente de Abajo », plus connu en tant que « Puente de la Pascasia ». Ce pont a été construit au XIIe siècle sur des fondations romaines. Il se situe presque en face du quartier du Barrichós, encore appelé le « barrio de Abajo », c'est-à-dire le « quartier Aval ».
Le Barrichós est le plus ancien des quartiers du village. Il abrite quelques maisons remarquables comme celles des Mur, de Fantón et de Tomás de Torquemada, ainsi que l'ancienne auberge de Juan Tallada. Sur les linteaux en pierre des fenêtres de la maison des Mur, on peut, d'abord identifier, puis observer, un entrelacement de lettres exprimant « Roderico Mur y (et) Marca », ou encore une véritable déclaration d'amour « Roderico ama a Marica », qui signifie « Roderico aime Marica ».

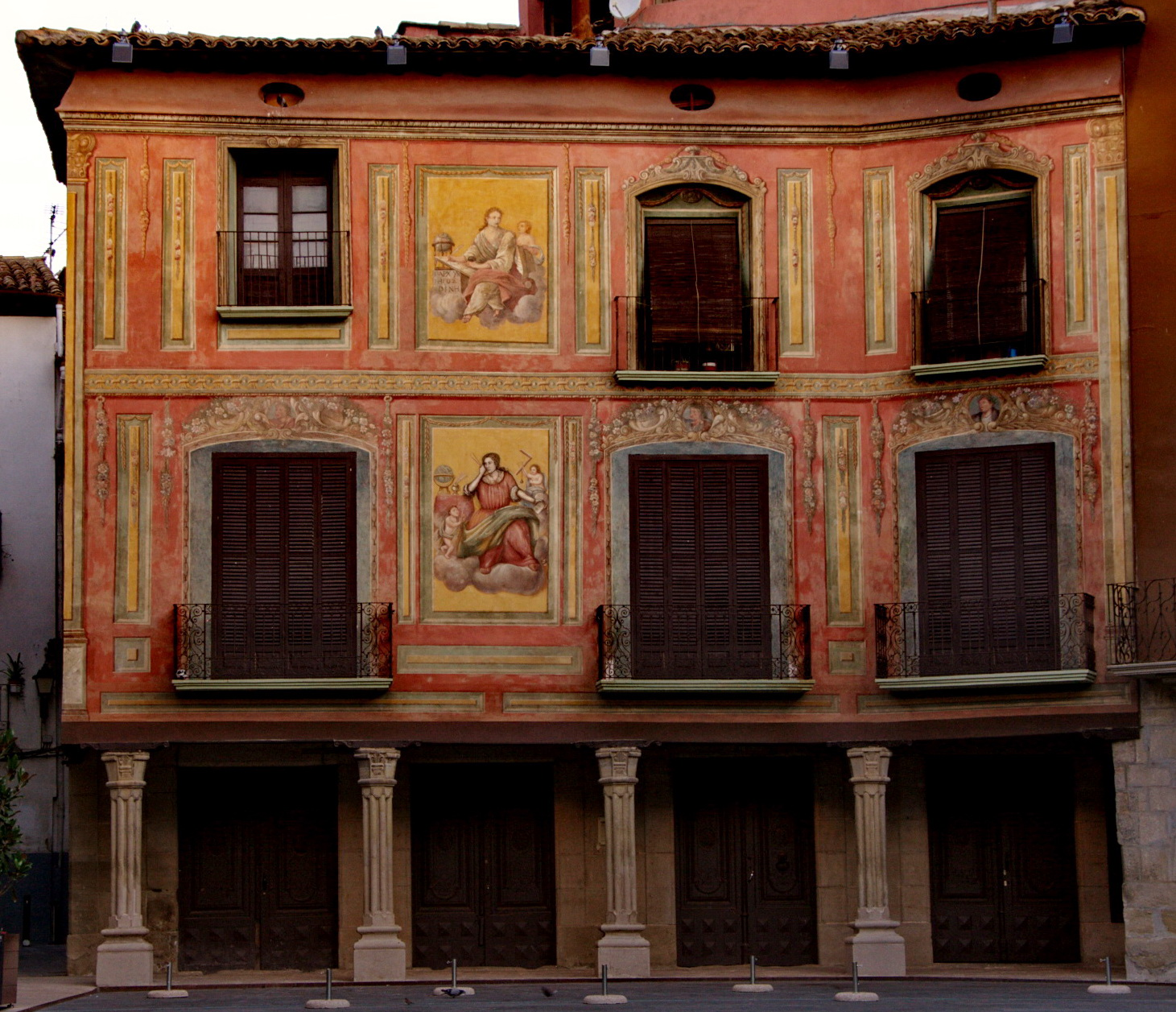
Fresque sur la façade d'une autre maison de la « Plaza Mayor ».

Au centre du vieux village, la place principale (plaza mayor) est un pentagone irrégulier entourée d'arcades de pierre. Elle contient les maisons del Barón, Heredia, Bardaxí, Capucho, Loscertales, ainsi que la Maison de la Culture, et la mairie, qui occupe le plus ancien de ces bâtiments. Un ensemble de fresques recouvre les façades de certaines de ces maisons. Les maisons à colombages et l'hôtel de ville datent du XVIe siècle.
Trois des quatre portes qui s'ouvraient sur les anciennes murailles du village sont toujours visibles en ses limites : au sud, celle de Chinchín (ou de Barbastro), au nord celle de Linés, enfin à l'ouest la porte del Barón.

## Événements festifs
La fête patronale se déroule tous les ans du 12 au 15 septembre et célèbre le Christ et saint Vincent Ferrier. Elle est reconnue d'intérêt touristique national, en raison de la variété et de la richesse des traditions qu'elle fait revivre : danses traditionnelles au son de la cornemuse aragonaise, défilés de géants et de grosses têtes, détonations de mousquetons, chants d'aubades, repas champêtre en commun. Héritée du Moyen Âge, la Mojiganga (es) est une véritable représentation théâtrale traditionnelle. Elle est écrite et jouée par les Grausinos, permettant à ces derniers d'exprimer leurs revendications aux autorités sur un mode picaresque.
La fête de la saucisse se déroule tous les ans le dernier samedi de juillet. Elle consiste à griller, en pleine rue du Barranco, une saucisse d'un seul tenant et de plusieurs dizaines de mètres. La saucisse est ensuite partagée et distribuée dans du pain aux milliers de convives présents. En 1996, la fête entre dans le Livre Guinness des records pour la préparation de la saucisse la plus longue du monde, mesurant 530 mètres.

## Personnalités
- Eusebio Bardají Azara (1776-1842) est un avocat, diplomate et homme politique, président du Conseil des ministres en 1837 après le renoncement de Baldomero Espartero ;
- Joaquín Costa (1846-1911) est un économiste, juriste, homme politique et historien ;
- José Salamero Martínez (es) (1835-1895) est un homme d'église, connu en tant que Père des pauvres ;
- Ángel Samblancat (es) (1885-1963) est un journaliste et écrivain.

## Jumelages
- Tournefeuille (France) depuis mai 1991.